# 함승복
함승복(? ~ 1402년)은 여말선초의 환관이다.
태조 이성계의 내관으로, 이성계가 함흥으로 떠날때 같이 떠나 수행 내관이 되지만, 조사의의 난이 진압된 이후 조사의, 강현, 조홍 등과 함께 처형된다.